# Lokomotiva 340
Lokomotiva řady 340 je dvoufrekvenční elektrická lokomotiva na střídavý proud určená pro osobní i nákladní dopravu přes elektrizované hraniční přechody do Rakouska. Lokomotivy vznikly přestavbou starší řady 240, provedenou firmou Škoda Dopravní Technika (tovární typ 47Em). Vyrobeny byly celkem tři kusy, které po roce 2007 přešly do stavu nákladního dopravce ČD Cargo. V současnosti (2023) zajišťují přetahy nákladních vlaků v úsecích Horní Dvořiště – Summerau a České Velenice – Gmünd, případně vozí nákladní vlaky v jejich okolí.

## Vznik
Důvodem přestavby byl fakt, že České dráhy nevlastnily jedinou elektrickou lokomotivu, schopnou přejíždět po nově elektrizovaném přechodu Summerau – Horní Dvořiště.  Rakouské železnice jsou totiž elektrizovány střídavou napájecí soustavou 15 kV / 16,7 Hz, zatímco na české straně je střídavá napájecí soustava 25 kV / 50 Hz. Po zahájení elektrického provozu zde proto byla nákladní doprava zajišťována dieselelektrickými lokomotivami řady 770 a 771, osobní doprava pak stroji řady 749. Ačkoliv se původně uvažovalo o přestavbě vycházející z lokomotiv řady 163 nebo 242, jako nejvhodnější byla nakonec zvolena výchozí řada 240. V roce 2001 zadaly ČD přestavbu tří lokomotiv této řady na novou řadu 340 firmě Škoda Dopravní Technika, která ji provedla ve spolupráci s DKV České Budějovice. Samotná přestavba byla realizována v českobudějovickém depu s využitím některých komponentů nově vyvinutých právě firmou Škoda.

## Přestavba a zkoušky
Na rekonstrukci byly vybrány stroje 240.049, 055 a 062, jenž byly poté označeny řadou 340 při zachování původních inventárních čísel. První lokomotiva čísla 055 byla přistavena koncem roku 2001. Po přestavbě vyjela jako 340.055 v březnu 2003 a zahájila zkoušky. Na jaře 2004 prošla testováním na zkušebním okruhu v Cerhenicích a od dubna téhož roku byla nasazena do zkušebního provozu v depu České Budějovice. Mezitím proběhlo dokončení druhého stroje 340.049, který prošel zkouškami v Cerhenicích v červnu. Modernizace třetího stroje čísla 062 skončila na podzim 2004 a všechny tři stroje byly následně zařazeny do služby na jihu Čech.

## Konstrukce
Lokomotiva se v mechanické části oproti výchozí řadě 240 liší pouze v detailech. Sklolaminátová lokomotivní skříň zůstala v původním stavu, byl pouze proveden nový antikorozní nátěr ve specifickém modrém schématu a původní halogenová světla nahradily moderní LED. Hlavní změny se týkají především elektrické části, vybavení stanoviště strojvedoucího a další změnou je dosazení systému palubní diagnostiky a elektronického tachografu. Elektřina je odebírána nově pomocí dvou polopantografů, navíc otočených kloubovými rameny k sobě. První stroj 340.055 obdržel tyto polopantografy již v průběhu modernizace, na zbylé dva stroje byly namontovány později. Dosazeny jsou přepojovače obou napájecích systémů a trakčních režimů (na soustavě 15 kV / 16,7 Hz je možné zvolit osobní/nákladní režim). Na rakouské soustavě je výkon lokomotivy omezen na 1 250 kW. Regulaci výkonu tvoří elektropneumatické spínání odboček transformátoru. Lokomotivu pohánějí čtyři stejnosměrné trakční elektromotory, pro každé ze čtyř dvojkolí jeden.

## Provoz

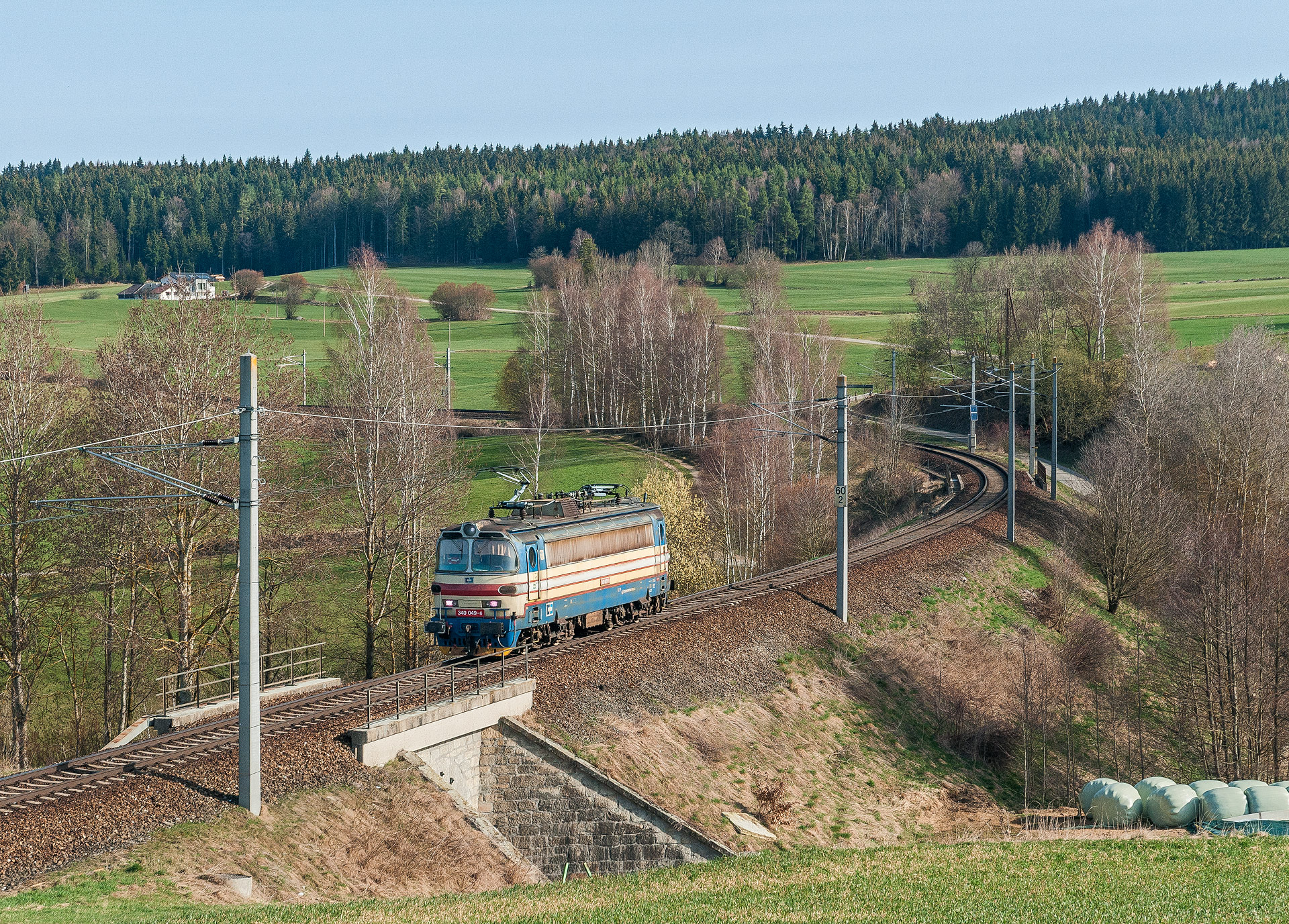
Lokomotiva 340.049 při strojové jízdě nedaleko česko-rakouské hranice u Horního Dvořiště

Lokomotivy od počátku slouží v depu České Budějovice pro provoz na trati České Budějovice – Summerau. Vozily zde všechny typy vlaků včetně osobních a spěšných, po vyčlenění nákladní divize ČD Cargo v roce 2007 však připadly jí (nově vzniklé SOKV České Budějovice) a dnes se tak s nimi setkáme především v nákladní dopravě. Mezitím zahájil stroj 340.062 dne 17. června 2005 elektrický  provoz na trati Rybník – Lipno nad Vltavou. Řada 340 zde ale pravidelně není používána a dopravu vlaků v závislé trakci zajišťuje řada 210. Roku 2010 byl otevřen druhý jihočeský elektrifikovaný hraniční přechod na trati České Budějovice – Gmünd a řada 340 začala být nasazována i zde. Objem dopravy je zde však menší než na dvořišťské trati a tyto lokomotivy dopravují pouze jeden pár vlaků. V GVD 2015 zajišťovala jedna lokomotiva pro České dráhy každou neděli dopravu spěšného vlaku z Českých Budějovic do Gmündu, tento výkon byl ale již po několika měsících zrušen.
V GVD 2022/2023 jsou tak hlavním výkonem těchto lokomotiv přetahy nákladních souprav mezi pohraničními stanicemi Horní Dvořiště a Summerau a České Velenice a Gmünd, kde si vlaky přebírá rakouská strana. Příležitostně se také objeví v čele vlaku až do domovských Českých Budějovic. Vzhledem k očekávanému zahájení nasazování lineckých lokomotiv řady 1116 je ale i tato práce pro české lokomotivy nejistá. 